# Tarnava, Monastîrîșce
Tarnava (în ucraineană Тарнава) este o comună în raionul Monastîrîșce, regiunea Cerkasî, Ucraina, formată numai din satul de reședință.

## Demografie
Componența lingvistică a comunei Tarnava
     Ucraineană (99,46%)
     Alte limbi (0,54%)
Conform recensământului din 2001, majoritatea populației comunei Tarnava era vorbitoare de ucraineană (99,46%), existând în minoritate și vorbitori de alte limbi.